# Congós
Congós, ou ainda Congos, é um bairro do município brasileiro de Macapá, capital do estado do Amapá. Segundo o censo demográfico de 2022, realizado pelo Instituto Brasileiro de Geografia e Estatística (IBGE), sua população era de 17 777 habitantes e havia 4 856 domicílios particulares permanentes ocupados.
De acordo com o IBGE, em 2010 a população era de 18 636 habitantes e havia 4 307 domicílios particulares.
A consolidação do bairro teve início em meados da década de 1980, acompanhando a tendência de vários bairros vizinhos, que passavam por um processo de expansão.
Serviços em parceria com o bairro Laurindo Banha: Escola Estadual Professor Irineu da Gama Paes, Escola Estadual Professora Nelita Rocha Brito Dias, Escola Estadual Mãe Angelica e Escola Estadual Professora Benigna Moreira Souza, Escola Estadual Mário Quirino da Silva, Super Fácil, Tribunal de Justiça (estas instituições estão localizados no Conjunto Laurindo Banha  que faz divisa com o Congós), posto de gasolina, Unidade básica de saúde (fechada em 2017 para reformas), Supermercado Santa Lucia, Tropical Center (loja de material de construção), Loja Maçom Tiradentes, Subestação, estação de tratamento de água (CAESA), Lojas de materiais de construção, Arenas de futebol.